# Bengt Lewan
Bengt Lewan, född 2 maj 1932 i Kumla kyrkby, död 24 januari 2017 i Lund, var docent i litteraturvetenskap vid Lunds universitet. Hans forskningsområde har framförallt varit svensk-italienska kulturförbindelser under olika tider.
Bengt Lewan blev filosofie doktor 1966 och docent vid Lunds universitet 1973. Han undervisade i svenska på Universitet i Florens 1964–1965. Han var universitetslektor vid Uppsala universitet 1967–1968, lektor vid Sankt Petri skola i Malmö 1968–1971 och högskolelektor på litteraturvetenskapliga institutionen i Lund 1969–1997. Han tog 2016 emot Lagergrenska priset för sina böcker om "kulturförbindelserna mellan Italien och Sverige".
Föräldrarna var fil. dr. Axel Lewan och Marianne, född Ingers. Han är sonson till Oskar Lewan.